# 李燦 (天啟進士)
李燦（？—？），字斗明，陝西西安府同州韓城縣人，明朝政治人物。

## 生平
萬曆四十六年（1618年）戊午科陝西鄉試舉人，天啟五年（1625年）乙丑科二甲第二十一名進士。授兵部主事，升兵部武選司員外郎，出為汝寧府知府。當時流寇猖獗，李燦守備甚嚴，流寇不敢接近，佔據四野，打算刈收二麥致使城中困苦，李燦傳檄招撫，流寇首領殷守祖率五十餘人入城邀賞，被引入城隍廟，力士捕獲流寇後處決，收種無恙，士民得生，崇禎十三年（1640年）調平陽府知府，捐貲修城，不煩州縣。